# Клятва (фильм, 2005)
«Клятва»— фантастический эпический фильм режиссёра Чэнь Кайгэ. Фильм основан на уся романе «The K’un-lun Slave», написанном P’ei Hsing.

## Описание
Маленькая девочка Цинчэн (Qingcheng), уцелевшая после военных действий, ищет себе пропитание и одежду, грабя трупы. Ее в ловушку ловит мальчик, отец которого руководил сражением, и обещает отпустить если она пообещает быть его рабыней, но девочка его обманывает и сбегает. Богиня Маньшэнь (Manshen) заключает с ней сделку, по которой девочка будет жить, получая лучшую еду и одеяния взамен на несчастье в любви до момента, когда время побежит вспять и мертвые восстанут.
Прошло 20 лет. Во время войны с варварами на глаза генералу Гуанмин (Guangming) попадается особенный раб Куньлунь (Kunlun), обладающий настолько выдающимися способностями в беге, что Гуанмин берет его к себе на службу. Гуанмин и его раб первыми спешат на помощь к императору в замок, осажденный Северным князем. Заблудившись в лесу, они вынуждены разделиться, и генерал встречает богиню Маньшэнь, что хочет заключить с ним пари: обещание победы во всех битвах, если генерал успеет спасти императора. По ее словам, императору грозит не осада, а смерть от руки воина в красных доспехах, и генерал принимает это на свой счет. Если же он проиграет пари, то будет должен богине горькие слезы разбитого сердца, ведь обретя любовь, он оберет смерть. Генерал не принимает ее слова всерьез. В лесу на него нападает «солдат в черном» по имени Снежный волк, от Северного князя и тяжело его ранит, но признает в технике Куньлуня что-то родственное, а потому оставляет в живых. Чтобы успеть спасти императора в столице, Куньлунь надевает на себя доспехи генерала, полностью скрывающие, в том числе, и его лицо. На наивный вопрос как Куньлунь узнает императора, генерал отвечает, что у того единственного не будет оружия.
В осажденной столице Северный князь насмехается над императором, требуя показать ему свою жену, ту самую красавицу Цинчэн. Девушка выходит на стену, облаченная в прекрасные одежды и скрытая накидкой: вопросом хотят ли солдаты узнать, что у нее под одеждой, она заставляет их сначала сложить оружие, а потом направить его на императора, но убить его ей не дает прибытие «генерала», которого все так ждут как последнюю надежду для королевства. Разозленный на свою жену, император бросается на нее с мечом, но ее вовремя спасает и увозит Куньлунь, не узнавший императора из-за оружия и пронзивший его мечом. У обрыва «генерала» и Цинчэн настигает Северный князь, предлагающий сохранить жизнь Цинчэн, если генерал, известный своим жестокосердием, прыгнет с обрыва. Куньлунь прыгает без всяких сомнений. Северный князь заключает Цинчэн в темницу внутри подземелья, что выглядит как огромная птичья клетка.
Раненого Гуанмина связывают и бросают в лесу собственные же воины. К нему снова является богиня Маньшэнь, что пророчествует о забвении для него и напротив, о хорошем пути для воина в красных доспехах и об истинной любви принцессы Цинчэн, что возникнет когда на небе соединятся солнце и луна и упадет последний лепесток вишни. Гуанмин предлагает богине новую сделку: он вернет себе свои алые доспехи, влюбит в себя принцессу Цинчэн и этим изменит свою судьбу, на что богиня соглашается. Вернувшийся к генералу Куньлунь теперь поможет ему в этом, и для начала они спасают из птичьей клетки Цинчэн, облаченную в птичье одеяние. Теперь, когда Северный князь знает, кто на самом деле убил императора, он посылает «солдата в черном» убить Куньлуня, но тот помогает ему бежать. И Куньлунь и Гуанмин теперь оба влюблены в Цинчэн. Подарив свой поцелуй генералу, Цинчэн хочет оставить его из-за собственного проклятия. Разочарованный, генерал грозит императрице, что она будет с ним, а после прогоняет и девушку, и раба — последний встречается с «человеком в черном», который обучает его техникам их народа, в том числе и бегать быстрее времени. Раб возвращается к господину в последний день заключенного пари, но так как императрицы нет, Куньлунь бежит быстрее времени и перемещает Гуанмина в день, когда та должна уйти, и тот останавливает Цинчэн. Девушка признается в любви генералу, но упоминает, что полюбила его в день когда он спас ее от императора (тогда она видела Куньлуня), и на холме находятся все трое, что одновременно и совпадает с пророчеством, но и нарушает условия пари. Их пути снова расходятся: генерал счастлив с Цинчэн, а Куньлунь пытается больше узнать о своем поселении, что было уничтожено, случайно открывая и секрет «человека в черном», плащ которого магический артефакт, связывающий его с Северным князем, и если он снимет его — сгорит заживо.
Солдаты генерала приезжают к генералу, умоляя его вернуться, но на самом деле это ловушка Северного князя для обоих, чтобы предать генерала суду за убийство. Куньлунь почти спасает генерала, но в ходе разговора решает, что тот больше недостоин быть с Цинчэн, а потому намерен надеть красные доспехи и признаться ей. Северный князь согласен отдать красные доспехи, если «человек в черном» снимет свой плащ, что означает для него гибель, но в противном случае погибнут оба — «человек в черном» жертвует собой. Куньлунь объясняется с Цинчэн, открывая ей правду, во что она, хоть и не показывает этого, не верит. На суде генерала приговаривают к казни, но тут появляется Куньлунь в красных доспехах и берет вину на себя. Императрица хитрит, пытаясь выставить Куньлуня своим любовником, убийцей и спасти генерала, но когда на ее неправильно сказанную фразу у водопада Куньлунь поправляет ее не только словами, но и жестами, она понимает, что только что снова свершилось проклятье и она потеряет того, кого полюбила. Для казни Куньлуня и Цинчэн располагают друг напротив друга, чтобы каждый видел муки другого, и тут оказывается, что Северный князь — тот самый мальчик из начала фильма, которого она обманула, и своим обманом разрушила в нем веру в людей. Генерал вступает в схватку с Северным князем, где оба оказываются пленниками друг друга — но так как никто не доверяет другому, Гуанмин погибает от кинжала в сердце, а Северный князь и Куньлунь взаимно смертельно ранят друг друга.
Во время прощания с умирающим генералом Куньлунь берет плащ человека в черном и с его помощью перемещает Цинчэн и себя во времени, давая ей возможность сделать еще один выбор.

## Критика
Фильм был подвергнут критике за экологический ущерб, причинённый при съёмках в провинции Юньнань. Производители фильма были обвинены в нанесении ущерба растительности и природным пейзажам в районе и вокруг озера Бигу (Bigu) во время съёмок, и оставлении после себя большого количества неубранных бытовых отходов.

## Игры
Gameloft выпустила мобильную игру по фильму.
The Promise (无极) JAVA ИГРА (Gameloft 2005 год) ПОЛНОЕ ПРОХОЖДЕНИЕ Архивная копия от 1 декабря 2020 на Wayback Machine